# État de Syrie
1925–1930
Entités précédentes :
- État d'Alep (fédéré)
- État de Damas (fédéré)

Entités suivantes :
- République syrienne

L'État de Syrie remplaça le 1er janvier 1925 les États d'Alep et de Damas, qui avaient été fédérés avec le territoire des Alaouites depuis juin 1922.